# Føresvik
Føresvik er administrationsbyen i økommunen Bokn i Rogaland fylke i Norge. Byen ligger ved Boknasundet på østsiden af Vestre Bokn, der er er den største ø i kommunen. Virksomheden Bokn Plast har en afdeling i Føresvik.
E39 passerer Føresvik, og der er hurtigbådsforbindelse til Haugesund, Stavanger og Bergen.
Navnet på bygden kommer formentlig fra det norrøne fyri, jf. órfyri, der er 'større sandstrekning som er tørlagt ved lavvande'.

## Eksterne kilder og henvisninger
- Om Føresvik Arkiveret 4. marts 2016 hos  Wayback Machine på Store Norske Leksikon
- Om Føresvik Arkiveret 6. februar 2013 hos  Wayback Machine, Bokn kommune
- Vejrvarsel for Føresvik Arkiveret 11. august 2017 hos  Wayback Machine,